# Nāḩiyat Markaz Ţarţūs
Nāḩiyat Markaz Ţarţūs (arabiska: ناحية مركز طرطوس) är ett subdistrikt i Syrien.   Det ligger i provinsen Tartus, i den västra delen av landet, 160 km norr om huvudstaden Damaskus.
Trakten runt Nāḩiyat Markaz Ţarţūs består till största delen av jordbruksmark. Runt Nāḩiyat Markaz Ţarţūs är det tätbefolkat, med 511 invånare per kvadratkilometer.